# Sei il più grande Charlie Brown!
Sei il più grande Charlie Brown! (You're the Greatest, Charlie Brown) è uno speciale televisivo d'animazione del 1979 diretto da Phil Roman. È il diciottesimo speciale basato sui Peanuts di Charles M. Schulz. 
È stato trasmesso negli Stati Uniti su CBS il 19 marzo 1979. Il film è stato candidato per un Premio Emmy. È stato distribuito in Italia in streaming su Apple TV+ come Sei il migliore, Charlie Brown.

## Trama
Charlie Brown, Marcie e Snoopy competono per il decathlon insieme a Freddie Fabulous, un ragazzo più grande.

## Distribuzione

### Edizione italiana
Il corto è stato trasmesso in Italia nel 1982 su Canale 5. In seguito, è stato trasmesso con un altro doppiaggio da Junior TV, all'interno della serie The Charlie Brown and Snoopy Show, con il titolo Sei il più grande, Charlie Brown. Nel 2022 è stato ridoppiato per la terza volta per la distribuzione in streaming su Apple TV+ per la serie I classici Peanuts.

### Doppiaggio
| Personaggio      | Doppiatore originale | Doppiatore italiano (1982) | Doppiatore italiano (anni 90) | Doppiatore italiano (2022) |
| ---------------- | -------------------- | -------------------------- | ----------------------------- | -------------------------- |
| Charlie Brown    | Arrin Skelley        | Daniela Fava               | Martino Consoli               | Arturo Sorino              |
| Snoopy           | Bill Melendez        | Bill Melendez              | Bill Melendez                 | Bill Melendez              |
| Woodstock        | Bill Melendez        | Bill Melendez              | Bill Melendez                 | Bill Melendez              |
| Linus Van Pelt   | Daniel Anderson      | Lisa Mazzotti              | Renata Bertolas               | Leonardo Cococcia          |
| Lucy Van Pelt    | Michelle Muller      | Graziella Porta            | Renata Bertolas               | Sara Labidi                |
| Piperita Patty   | Patricia Patts       | Laura Merli                | Francesca Vettori             | Ilaria Pellicone           |
| Marcie           | Casey Carlson        | Milena Albieri             |                               | Bianca Demofonti           |
| Schroeder        | Daniel Anderson      | Milena Albieri             | Guido Bettali                 | Vittorio Thermes           |
| Freddie Fabulous | Tim Hall             | Antonello Governale        |                               | Diegolorenzo Croce         |
| Pig-Pen          | Tim Hall             | Milena Albieri             | Angiolina Gobbi               | Diegolorenzo Croce         |
| Annunciatore     | Scott Beach          | Silverio Pisu              |                               |                            |

### Edizioni home video
Lo speciale è stato distribuito in VHS nel 1986 dalla Multivision con il primo doppiaggio e con il titolo Sei il più grande Charlie Brown!. Successivamente, è stato distribuito in VHS e DVD con il secondo doppiaggio da Hobby & Work, con il titolo Sei il migliore, Charlie Brown.

## Riconoscimenti
1979 – Primetime Emmy Awards
- Nomination Outstanding Animated Program a Lee Mendelson e Bill Melendez